# Sphinctomyrmex mjobergi
Sphinctomyrmex mjobergi é uma espécie de formiga do gênero Sphinctomyrmex.